# 寬吻新海鯰
寬吻新海鯰為輻鰭魚綱鯰形目海鯰科的其中一種，分布於新幾內亞南部淡水水域，體長可達50公分，棲息在底中層水域，屬雜食性，以水生植物、甲殼類、蠕蟲、昆蟲、魚類等為食。

## 擴展閱讀
維基物種上的相關：寬吻新海鯰